# Угол Кабиббо
Угол Кабиббо — параметр упрощённой теории слабого взаимодействия, рассматривающей только два поколения кварков и лептонов. Позволяет математически описывать процессы с участием слабого взаимодействия с изменением и без изменения странности, значительно различающиеся между собой по их вероятности. Впервые был использован Николой Кабиббо в 1963 году, когда были известны только два поколения кварков и лептонов. Приблизительно равен {\displaystyle 13^{\circ }}. Благодаря его малой величине вероятности распадов с изменением странности значительно меньше вероятностей распадов без изменения странности.
В упрощённой математической модели слабого взаимодействия с использованием угла Кабиббо полный заряженный ток является суммой лептонного {\displaystyle {\bar {\nu _{e}}}O_{\alpha }e+{\bar {\nu _{\mu }}}O_{\alpha }\mu } и кваркового {\displaystyle {\bar {u}}O_{\alpha }d'+{\bar {c}}O_{\alpha }s'} токов. Здесь {\displaystyle d',s'} — линейные комбинации кварков {\displaystyle d,s},
определяемые углом Кабиббо {\displaystyle \theta _{c}}: {\displaystyle d'=d\cos \theta _{c}+s\sin \theta _{c}}, {\displaystyle s'=-d\sin \theta _{c}+s\cos \theta _{c}}, {\displaystyle {\bar {a}}} — оператор рождения частицы {\displaystyle a}, {\displaystyle b} — оператор уничтожения частицы {\displaystyle b}, {\displaystyle O_{\alpha }=\gamma _{\alpha }(1+\gamma _{5})}, {\displaystyle \gamma _{\alpha }} — четыре матрицы Дирака, {\displaystyle \alpha =0,1,2,3}, {\displaystyle \gamma _{5}=i\gamma _{0}\gamma _{1}\gamma _{2}\gamma _{3}}.
В современной модели слабого взаимодействия полный заряженный ток имеет вид: {\displaystyle {\bar {\nu _{e}}}O_{\alpha }e+{\bar {\nu _{\mu }}}O_{\alpha }\mu +{\bar {\nu _{\tau }}}O_{\alpha }\tau +{\bar {u}}O_{\alpha }d'+{\bar {c}}O_{\alpha }s'+{\bar {t}}O_{\alpha }b'}. Здесь {\displaystyle d',s',b'} выражаются через {\displaystyle d,s,b} при помощи трёх углов {\displaystyle \theta _{1},\theta _{2},\theta _{3}} и фазовый множитель (матрица Кобаяси — Маскава). Угол {\displaystyle \theta _{1}} близок у углу Кабиббо.